# ليزا ليندبيك
ليزا ليندبيك (1 يناير 1905 - 13 مارس 1961) صحافية نرويجية مستقلة ومراسلة أجنبية وكاتبة للعديد من الكتب. تعتبر عادة أول مراسلة حربية في النرويج.

## حياتها الشخصية
ولدت ليزا ليندبيك في كوبنهاغن، الدنمارك وهي ابنة القس والصحافي يوهانس بيدير ليندبيك والمعلمة والكاتبة صوفي أوبيرت. نشأت في كوبنهاغن وبعد ذلك في روسكيلدا. بعد وفاة والدها، انتقلت مع والدتها إلى كريستيانيا (الاسم القديم لأوسلو)، النرويج في 1920. وتزوجت من المُحرر الصحافي سانفريد نياندر-نيلسون في 1927، وولدت ابنتهما يانكا في 1929. نتيجة الخلافات السياسية (حيث تعاطف زوجها مع النازيين)، انتهى الأمر بالطلاق في 1933 واستقرت ليز في جنوة كأم عزباء. من 1934 إلى 1939، عاشت مع الطبيب ماكس يوليوس كارل ألكسندر هودان، طبيب مدينة سابق في برلين-رينكيندورف والذي هاجر بسبب مضايقات من النظام النازي. كانت ليزا خالة المصرفي ورجل الأعمال يانك ليندبيك.

## حياتها المهنية
منذ 1924 عملت ليندبيك كمراسلة أجنبية في إيطاليا لصحف أوسلو، بينما كانت تدرس علم الآثار. وتعتبر عامةً أول مراسلة حربية نرويجية تغطي الحرب الأهلية الإسبانية لصحيفة داغبلادت، على الرغم من وصول جيردا جريب إلى إسبانيا قبها ببضعة أشهر، التي غَطَت الحرب لصالح صحيفة أربيدربلاوده. تدعم المؤلفة سيغرون سلابغارد مكانة ليندبيك كأول مراسلة حربية في النرويج على أساس أنها غطت طريق موسوليني إلى السلطة وحريق الرايخستاغ في 1933. خلال فترة وجود ليندبيك في إسبانيا، كتبت رواية «كتيبة تيلمان» (بالنرويجية: Bataljon Thälmann)عن كتيبة تيلمان التابعة للألوية الدولية الناطقة بالألمانية/الاسكندنافية والتي نُشرت في 1938. من بين الأشخاص الذين تعاونت معهم أثناء الحرب الكاتبان إرنست همنغواي ونوردال غريغ. بعد انتصار القوميين في إسبانيا، عملت ليندبيك على تحسين ظروف الأطفال اللاجئين الإسبان في فرنسا. خلال الحرب العالمية الثانية، كانت متواجدة في باريس أثناء الغزو الألماني صيف 1940 ولعدم تمكنها من العودة إلى النرويج. شهدت هروباً درامياً إلى الجزائر والمغرب، حيث قضت نصف عام وعلمت بأمر وضع البحارة الاسكندنافيين المعتقلين في المستعمرات الفرنسية في شمال إفريقيا. وفي النهاية وصلت إلى الولايات المتحدة. وهناك عملت في مجلة نورديسك وحاضرت في الجامعات وحررت المقتطف الأدبي «ألف سفينة نرويجية» (بالنرويجية: Tusen norske skip) حول مصير البحارة النرويجيين ومساهماتهم في المجهود الحربي (صدر في الولايات المتحدة في 1943 ولاحقاً في النرويج أيضاً).
في نهاية الحرب، عادت ليندبيك إلى النرويج، حيث كانت تعاني من مشاكل تعاطي الكحول التي أصيبت بها أثناء عملها في زمن الحرب. شاركت في أعمال إعادة الإعمار في مقاطعة فينمارك الواقعة في أقصى شمال النرويج والتي عانت من دمار شبه كامل في الأشهر الأخيرة من الحرب. ثم عملت كصحافية في الأمم المتحدة من 1945 إلى 1949. أسفرت تجربتها في الأمم المتحدة أيضاً عن كتاب «الأمم المتحدة؛ انطباعات وتجارب من ليك ساكسيس وباريس» نُشر في 1949. في الخمسينيات من القرن الماضي، عمل ليندبيك كمراسلة في ألمانيا، في كل من ألمانيا الشرقية والغربية. وتوفيت في كيل بألمانيا عام 1961 منتحرة بإغراق نفسها في البحر. دُفنّت ليز ليندبيك في روسكيلد، الدنمارك.

## أعمال مختارة
- اليهود يعودون إلى ديارهم (1935، مع ماكس هودان)
- كتيبة تيلمان (1938)
- ألف سفينة نرويجية (الطبعة الأولى في مدينة نيويورك 1943؛ مختارات، محررة)
- إسبانيا ونحن (1946)
- الأرض المحروقة (1958)